# Тихий Дон (Лебедянский район)
Ти́хий Дон — посёлок Ольховского сельсовета Лебедянского района Липецкой области.
Расположен в 3 км к западу от побережья реки Дон, которая и дала название посёлку. Там же находится центр поселения село Ольховец. Дорога, которая соединяет оба населённых пункта, проложена через небольшой участок леса.
Под таким названием в 1919 году возникла сельскохозяйственная артель. Позже был построен посёлок.
В 35 км восточнее находится другой посёлок Тихий Дон — в Лев-Толстовском районе.

## Население
| 2010 |
| ---- |
| 1    |